# L’Herbergement
L’Herbergement település Franciaországban, Vendée megyében. Lakosainak száma 3437 fő (2022. január 1.). L’Herbergement Les Brouzils, Montréverd és Montaigu-Vendée községekkel határos.

## Népesség
A település népességének változása:
| Lakosok száma | 2989 | 3119 | 3250 | 3175 | 3204 | 3297 | 3344 | 3390 | 3437 |
|               | 2013 | 2015 | 2016 | 2017 | 2018 | 2019 | 2020 | 2021 | 2022 |